# Epimadiza tenuipes
Epimadiza tenuipes är en tvåvingeart som beskrevs av Seguy 1954. Epimadiza tenuipes ingår i släktet Epimadiza och familjen fritflugor.
Artens utbredningsområde är Kenya. Inga underarter finns listade i Catalogue of Life.